# Crocus nerimaniae
Crocus nerimaniae är en irisväxtart som beskrevs av Yüzb.. Crocus nerimaniae ingår i släktet krokusar, och familjen irisväxter.
Artens utbredningsområde är Turkiet. Inga underarter finns listade i Catalogue of Life.